# Rasputin (1966)
Rasputin ist ein deutscher Fernseh-Zweiteiler von Robert A. Stemmle, der am 6. und 7. Oktober 1966 vom ZDF erstmals ausgestrahlt wurde.

## Inhalt
Die in den Filmteilen Der heilige Teufel und Rasputins Tod erzählte Geschichte behandelt eine der widersprüchlichsten Gestalten der zu Ende gehenden Zarenzeit im vorrevolutionären Russland, den aus Sibirien stammenden Wanderprediger Rasputin. Die Hofdame Anna Wyrubowa führt ihn am russischen Zarenhof ein, wo er durch scheinbare Wundertaten und Prophezeiungen schnell zum Berater der Zarenfamilie avanciert. Als nicht nur sein Einfluss wächst, sondern auch die Zahl seiner Feinde, gelingt es letzteren, dass er schließlich wieder nach Sibirien verbannt wird. Erst als der Zarewitsch erkrankt, ruft man ihn zurück. Endlich beschließt eine Gruppe höherer Offiziere um den Fürsten Jussupoff, Rasputin endgültig zu beseitigen.

## Sonstiges
Drehbuchautor und Regisseur Robert A. Stemmle folgte wie in vielen seiner Fernsehspiele auch hier einer Vorliebe für Kriminalgeschichten, die fast immer auf authentischen Fällen beruhten. So bezeichnete er den auf Protokollen einer Untersuchungskommission aus den Jahren 1918/19 basierenden Fernseh-Zweiteiler Rasputin auch als Dokumentarspiel – eine Genre-Mischung, die in ihrer Umsetzung von der zeitgenössischen Berichterstattung anlässlich der Erstausstrahlung mehrfach kritisiert wurde.